# Albert Dieudonné
Pour les articles homonymes, voir Dieudonné (homonymie).
Albert Dieudonné né Albert Alfred Sorré le 26 novembre 1889 à Paris 16e et mort le 19 mars 1976 à Boulogne-Billancourt, est un acteur, scénariste et réalisateur français.
Il est le petit-fils de l'acteur Alfred Dieudonné (1834-1922) et le neveu de la comédienne Hélène Dieudonné (1887-1980).

## Biographie
Fils d’Émile Alphonse Sorré, doreur sur bois, et de Pauline Charlotte Dieudonné, Albert Sorré naît le 26 novembre 1889, 85 avenue Kléber à Paris 16e.
Il commence sa vie d'acteur sous le nom d'Albert Dieudonné dans un film muet de 1908. En 1924, il dirige un drame, Catherine. Il sera l'assistant à la réalisation de Renoir, tous deux acteurs sur le film également.
En 1927, il sera l'acteur principal de Napoléon, un film d'Abel Gance. Selon Jean Tulard, il aurait été si marqué par son rôle de Bonaparte qu'il en serait arrivé avec les années à se prendre pour l'empereur lui-même.
En 1928, il écrit un curieux roman que l'on pourrait qualifier de politique-fiction : Le Tzar-Napoléon.
En 1929, Dieudonné écrit un roman adapté en comédie musicale, La Douceur d'aimer. 
Le 1er juillet 1930, il se marie à Paris 17e avec Yvonne Anne Dessertenne, dont il divorce le 11 mai 1951.
Il écrit le scénario de La Garçonne en 1936.
Il se remarie à Boulogne-Billancourt avec Eugénie Lamaze, le 31 mars 1952.
Il interprète à nouveau le rôle de Napoléon dans le film de Roger Richebé, Madame Sans Gêne (1941), aux côtés d'Arletty. En août 1966, il est autorisé à prendre officiellement le nom de « Dieudonné » qui était celui de sa mère.
Albert Dieudonné meurt le 19 mars 1976 à Boulogne-Billancourt à l'âge de 86 ans, et est enterré au cimetière de Courçay, petit village sur les bords de l'Indre en Touraine où il résida une partie de sa vie. Selon ses dernières volontés, il est enterré portant son costume de Napoléon.

## Hommage
Un documentaire en deux parties L'homme qui voulut être Napoléon  diffusé sur France Culture en septembre 2020 retrace sa carrière.

## Filmographie partielle
- 1908 : L'Assassinat du duc de Guise d'André Calmettes et Charles Le Bargy
- 1908 : L'Empreinte ou la Main rouge de Paul-Henry Burguet
- 1908 : Le Baiser de Judas d'Armand Bour et André Calmettes
- 1909 : Le Roi s'amuse de Michel Carré et Albert Capellani
- 1909 : Jim Blackwood, jockey de Georges Monca
- 1910 : Robe de fiançailles
- 1910 : La Bouteille de lait d'Albert Capellani
- 1910 : La Libératrice de Georges Monca
- 1910 : Pour les beaux yeux de la voisine de Georges Denola
- 1911 : L'Heureux Accident (ou L'Accident) de Georges Denola
- 1911 : Le Secret du passé de Georges Monca
- 1913 : Le Diamant noir d'Alfred Machin
- 1913 : L'Idole brisée - Uniquement réalisateur -
- 1915 : La Folie du docteur Tube d'Abel Gance
- 1915 : L'Héroïsme de Paddy d'Abel Gance
- 1915 : Ce que les flots racontent d'Abel Gance
- 1915 : Le Fou de la falaise d'Abel Gance
- 1916 : Toinon la ruine d'Alexandre Devarennes
- 1916 : Alsace d'Henri Pouctal
- 1916 : Cœur de Française de Gaston Leprieur
- 1916 : Le Périscope d'Abel Gance
- 1917 : A Woman of Impulse d'Edward José - Uniquement scénariste -
- 1917 : Angoisse d'André Hugon  - + Scénariste - Guy de Rouvres
- 1917 : La Gloire rouge - Uniquement réalisateur et scénariste -
- 1917 : Chacals d'André Hugon - Uniquement scénariste -
- 1921 : Sous la griffe d'Albert Dieudonné
- 1922 : Son crime - Uniquement la réalisation -
- 1924 : Catherine ou Une vie sans joie de  Jean Renoir et Albert Dieudonné
- 1927 : Napoléon d'Abel Gance (figure également dans les versions de 1935 et 1971). Napoléon Bonaparte et Bonaparte et la Révolution  -
- 1930 : La Douceur d'aimer de  René Hervil - Uniquement scénariste -
- 1936 : La Garçonne de Jean de Limur - Uniquement scénariste et directeur de production -
- 1939 : L'Homme du Niger de Jacques de Baroncelli - Uniquement scénariste -
- 1941 : Madame Sans-Gêne de Roger Richebé
- 1942 : Le Brigand gentilhomme d'Émile Couzinet - Uniquement coadaptateur -
- 1942 : Notre-Dame de Paris - court métrage - de René Hervouin

## Théâtre

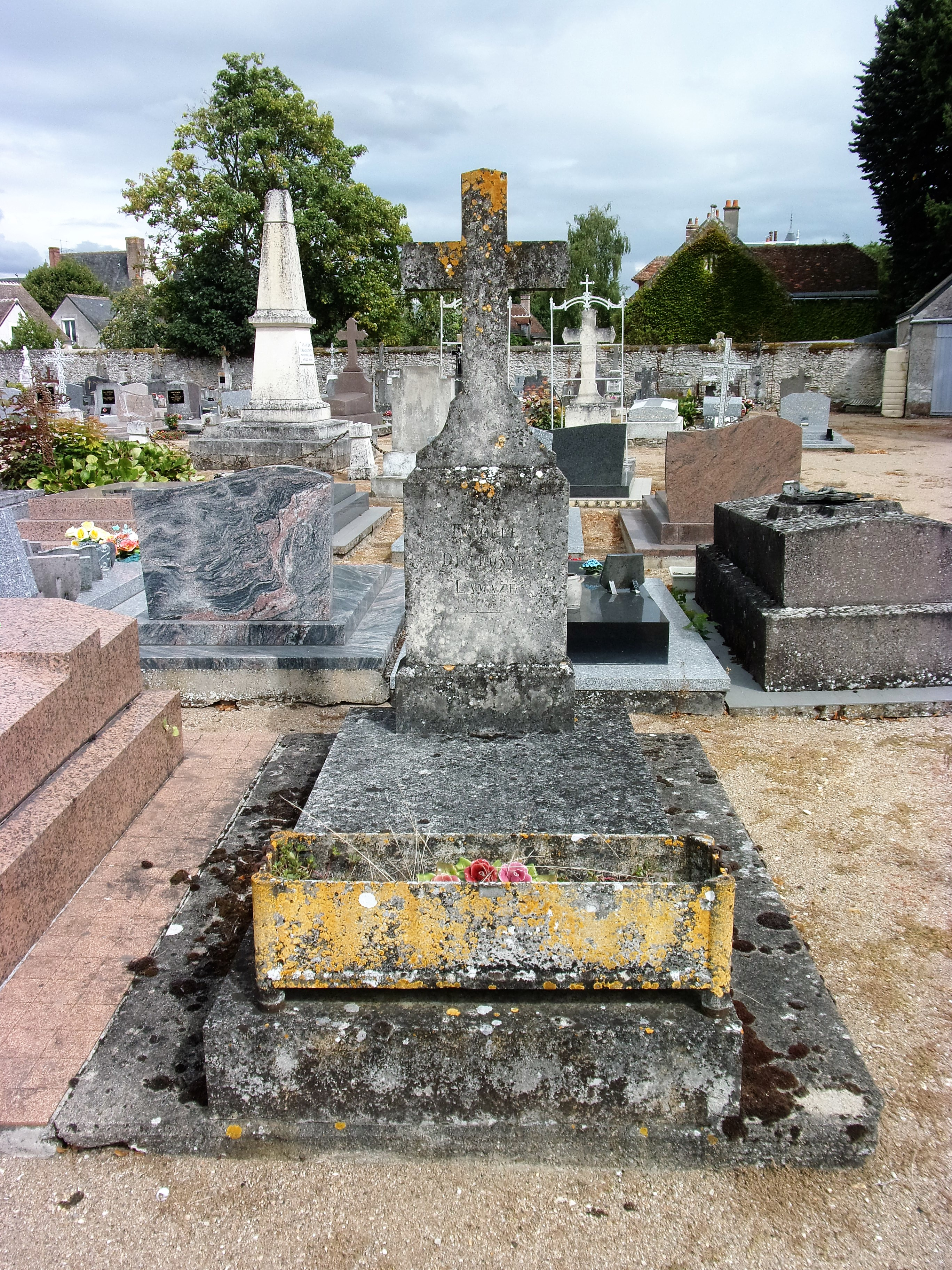
Sépulture d'Albert Dieudonné.

- 1957 : Moi, Napoléon !... d'Albert Dieudonné, mise en scène Alain Quercy, théâtre des Arts